# 183
183 (сто осемдесет и трета) година по юлианския календар е невисокосна година, започваща във вторник. Това е 183-та година от новата ера, 183-та година от първото хилядолетие, 83-та година от 2 век, 3-та година от 9-о десетилетие на 2 век, 4-та година от 180-те години. В Рим е наричана Година на консулството на Аврелий и Викторин (или по-рядко – 936 Ab urbe condita, „936-а година от основаването на града“).

## Събития
- Консули в Рим са Луций Аврелий Комод и Гай Ауфидий Викторин.
- Неудачен опит за покушение на римския император Комод.
- Разкрит е заговор против Комод, начело на който стои сестра му Луцила, а Клавдий Помпеян трябва да убие императора. Заговорниците са осъдени, Луцила е изпратена на заточение на остров Капри.

## Родени
- 26 януари – Госпожа Жен (първото име е неизвестно), жена на Цао Пей (починала през 221 г.)
- Лю Ксюн, военачалник на царство У (245 г.)

## Починали
- Теофил, патриарх Антиохийски (приблизителна дата)